# Eemnes

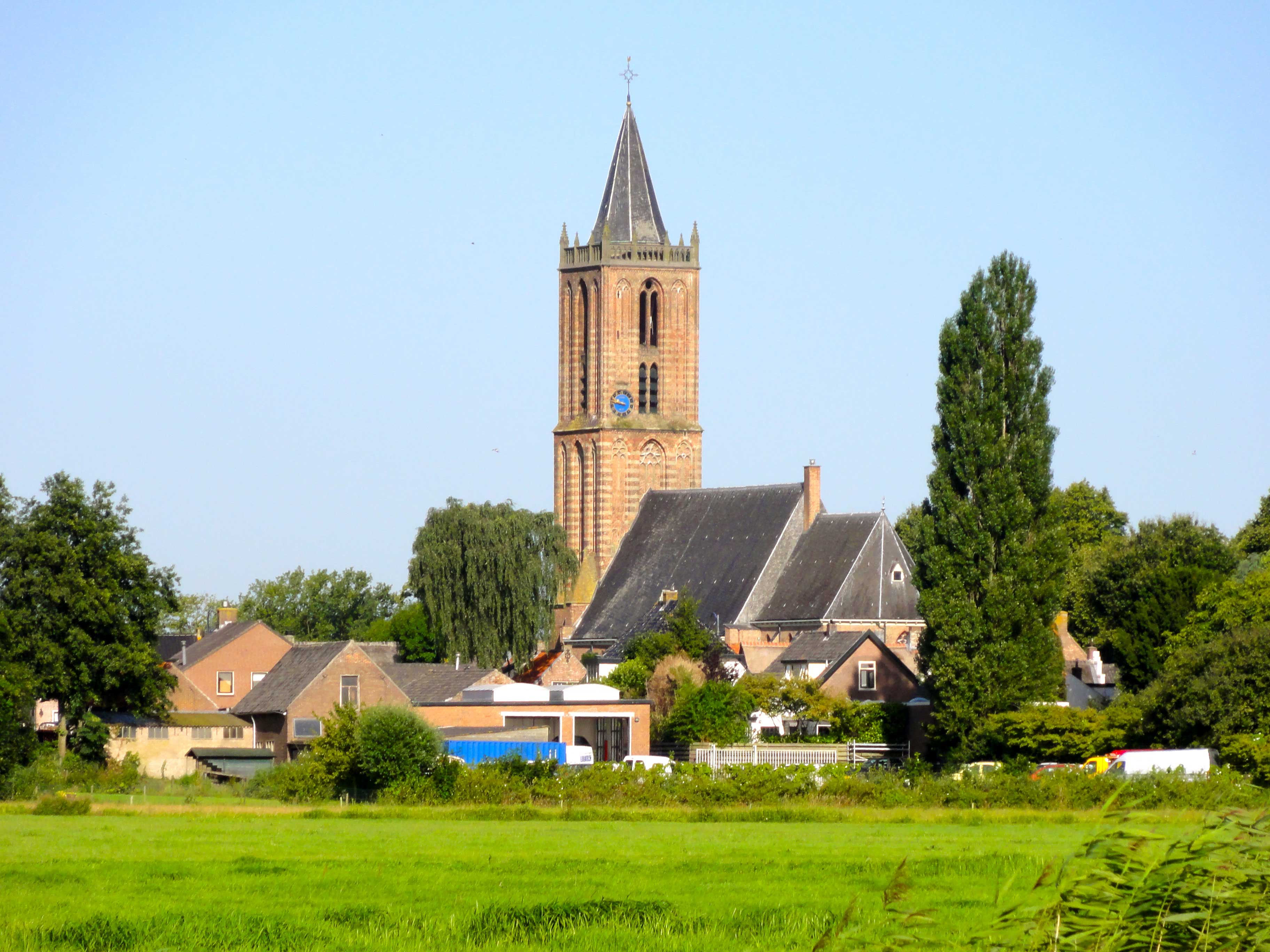

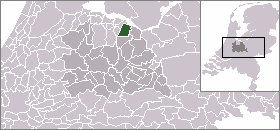
Lägeskarta

Eemnes är en kommun i provinsen Utrecht i Nederländerna. Kommunens totala area är 33,67 km² (där 2,64 km² är vatten) och invånarantalet är på 8 806 invånare (2005).